# Třída Cape (1953)
Třída Cape je třída kutrů Pobřežní stráže Spojených států amerických o délce trupu 95 stop. Celkem bylo postaveno 36 jednotek této třídy. Hlavním úkolem plavidel původně mělo být ničení ponorek v pobřežních vodách, část jich však byla postavena ve verzi určené primárně k hlídkování a misím SAR. Až do ledna 1964 kutry nenesly žádná jména. Ve službě u pobřežní stráže je v 80. letech 20. století nahradily kutry třídy Island. Zahraničními uživateli třídy se staly například Bahamy, Kostarika, Mexiko, Mikronésie a Uruguay.

## Pozadí vzniku
Celou třídu postavila loděnice United States Coast Guard Yard v Curtis Bay na okraji města Baltimore ve státě Maryland. Celkem bylo v letech 1954–1959 do služby přijato 36 kutrů této třídy. Třída byla stavěna ve třech verzích (typy A, B a C) lišících se výtlakem, výzbrojí a vybavením. Typ A byl specializován na protiponorkový boj, typ B byl vybaven primárně pro záchranné mise (sítě, vyhledávací světlomet ad.), přičemž typ C byl určen také primárně pro záchranné mise, nesl však zjednodušené vybavení a měl redukovanou výzbroj.
Jednotky třídy Cape:
| Jméno                                | Verze | Vstup do služby    | Status |
| ------------------------------------ | ----- | ------------------ | --- |
| USCGC Cape Small (WPB-95300)         | Typ A | 17. července 1953  | Roku 1987 jej zakoupily Marshallovy ostrovy jako Ionmeto 2. Prodán roku 1992.                                                                               |
| USCGC Cape Coral (WPB-95301)         | Typ A | 21. září 1953      | Vyřazen 1987. |
| USCGC Cape Higgon (WPB-95302)        | Typ A | 14. října 1953     | Roku 1990 zakoupen Uruguayií jako Colonia (10), vyřazena 8. července 2022.                                                                                  |
| USCGC Cape Upright (WPB-95303)       | Typ A | 2. července 1953   | Roku 1989 jej zakoupilo bahamské královské námořnictvo pod jménem David Tucker (P 07), vyřazen.                                                             |
| USCGC Cape Gull (WPB-95304)          | Typ A | 8. června 1953     | Potopen 1989. |
| USCGC Cape Hatteras (WPB-95305)      | Typ A | 28. července 1953  | Roku 1991 jej zakoupilo mexické námořnictvo pod jménem Catoche (273, ex P 44), vyřazen.                                                                     |
| USCGC Cape George (WPB-95306)        | Typ A | 10. srpna 1953     | Roku 1990 prodán Palau. |
| USCGC Cape Current (WPB-95307)       | Typ A | 24. srpna 1953     | Roku 1989 jej zakoupilo bahamské královské námořnictvo pod jménem Austin Smith (P 08), vyřazen.                                                             |
| USCGC Cape Strait (WPB-95308)        | Typ A | 10. září 1953      | Od roku 1983 používán jako cvičný hulk. Později potopen jako umělý útes u pobřeží New Jersey.                                                               |
| USCGC Cape Carter (WPB-95309)        | Typ A | 7. prosince 1953   | Roku 1990 jej zakoupilo mexické námořnictvo pod jménem Corrientes (271, ex P 42), vyřazen.                                                                  |
| USCGC Cape Wash (WPB-95310)          | Typ A | 15. prosince 1953  | Roku 1987 převeden americkému námořnictvu jako Venture (PTB 951).                                                                                           |
| USCGC Cape Hedge (WPB-95311)         | Typ A | 21. prosince 1953  | Roku 1990 jej zakoupilo mexické námořnictvo pod jménem Corzo (272), vyřazen (dle jiného pramene aktivní).                                                   |
| USCGC Cape Knox (WPB-95312)          | Typ B | 15. června 1955    | Vyřazen 1989. |
| USCGC Cape Morgan (WPB-95313)        | Typ B | 5. července 1955   | Roku 1989 jej zakoupilo bahamské královské námořnictvo pod jménem Fort Fincastle (P 10), vyřazen 1999.                                                      |
| USCGC Cape Fairweather (WPB-95314)   | Typ B | 18. července 1955  | Vyřazen 1985. |
| USCGC La Crete a Pierrot (WPB-95315) | Typ B | 1. srpna 1955      | Roku 1956 prodán Haiti. |
| USCGC Cape Fox (WPB-95316)           | Typ B | 22. srpna 1955     | Roku 1989 jej zakoupilo bahamské královské námořnictvo pod jménem San Salvador II (P 11), vyřazen 1999.                                                     |
| USCGC Cape Jellison (WPB-95317)      | Typ B | 7. září 1955       | Převeden americkému námořnictvu. Roku 1993 zakoupen Sea Scouts a používán jako cvičná loď SSS Challenger.                                                   |
| USCGC Cape Newagen (WPB-95318)       | Typ B | 26. září 1955      | Roku 1982 prodán Mexiku. |
| USCGC Cape Romain (WPB-95319)        | Typ B | 11. října 1955     | Roku 1989 převeden americkému námořnictvu jako Vanguard, vyřazen 1993. Roku 1993 byl darován organizaci Sea Scouts a používán jako cvičná loď SSS Intrepid. |
| USCGC Cape Starr (WPB-95320)         | Typ B | 15. srpna 1955     | Prodán jako Toucan. |
| USCGC Cape Cross (WPB-95321)         | Typ C | 20. srpna 1958     | Roku 1990 zakoupen Mikronésií jako Paluwlap (03), aktivní.                                                                                                  |
| USCGC Cape Horn (WPB-95322)          | Typ C | 3. září 1958       | Roku 1990 zakoupen Uruguayií jako Rio Negro (11), aktivní.                                                                                                  |
| USCGC Cape Darby (WPB-95323)         | Typ C | 3. října 1958      | Roku 1969 jej získala Jižní Korea jako PB 11, vyřazen 1984.                                                                                                 |
| USCGC Cape Shoalwater (WPB-95324)    | Typ C | 9. prosince 1958   | Roku 1989 jej zakoupilo bahamské královské námořnictvo pod jménem Fenrick Stirrup (P 6), vyřazen.                                                           |
| USCGC Cape Florida (WPB-95325)       | Typ C | 28. října 1958     | Roku 1968 jej získala Jižní Korea jako PB 7, vyřazen 1971.                                                                                                  |
| USCGC Cape Corwin (WPB-95326)        | Typ C | 14. listopadu 1958 | Roku 1990 zakoupen Mikronésií jako Constitution (04), aktivní.                                                                                              |
| USCGC Cape Porpoise (WPB-95327)      | Typ C | 21. listopadu 1958 | Roku 1968 jej získala Jižní Korea jako PB 8, vyřazen 1984.                                                                                                  |
| USCGC Cape Henlopen (WPB-95328)      | Typ C | 5. prosince 1958   | Od roku 1989 jej provozuje Kostarika pod jménem Astronauta Franklin Chang (95-1), aktivní.                                                                  |
| USCGC Cape Kiwanda (WPB-95329)       | Typ C | 28. dubna 1959     | Roku 1969 jej získala Jižní Korea jako PB 12, vyřazen 1984.                                                                                                 |
| USCGC Cape Falcon (WPB-95330)        | Typ C | 12. května 1959    | Roku 1968 jej získala Jižní Korea jako PB 9, vyřazen 1984.                                                                                                  |
| USCGC Cape Trinity (WPB-95331)       | Typ C | 26. května 1959    | Roku 1968 jej získala Jižní Korea jako PB 10, vyřazen 1984.                                                                                                 |
| USCGC Cape York (WPB-95332)          | Typ C | 9. června 1959     | Roku 1989 jej zakoupilo bahamské královské námořnictvo pod jménem Edward Williams (P 9), vyřazen.                                                           |
| USCGC Cape Rosier (WPB-95333)        | Typ C | 23. června 1959    | Roku 1968 jej získala Jižní Korea jako PB 3, vyřazen 1984.                                                                                                  |
| USCGC Cape Sable (WPB-95334)         | Typ C | 7. července 1959   | Roku 1968 jej získala Jižní Korea jako PB 5, vyřazen 1984.                                                                                                  |
| USCGC Cape Providence (WPB-95335)    | Typ C | 21. července 1959  | Roku 1968 jej získala Jižní Korea jako PB 6, vyřazen 1984.                                                                                                  |

## Konstrukce

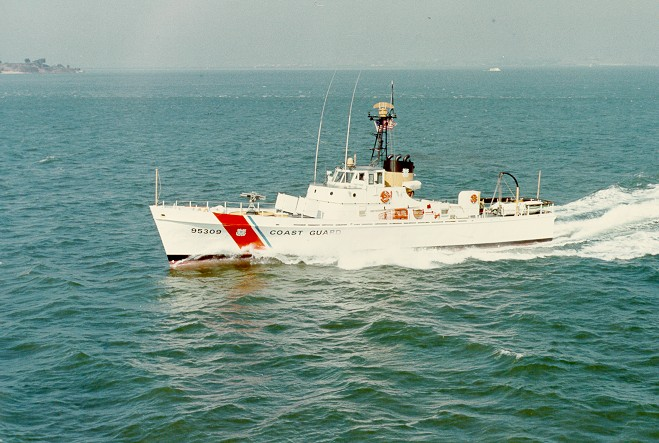
USCGC Cape Carter

Plavidla mají ocelový trup a hliníkové nástavby. Jejich výzbroj a vybavení se lišily dle verze, přičemž byly během služby dále různě modifikovány. Například kutr Cape George v roce 1987 nesl radar SPS-64, zatahovatelný trupový sonar, dva vrhače raketových hlubinných pum Mousetrap, 20mm dvojkanón, dva 12,7mm kulomety a dva 40mm granátomery Mk 64. Na zádi nesl záchranný člun. Původní pohonný systém tvoří čtyři diesely Cummins VT-600 o výkonu 2200 bhp, pohánějící dva lodní šrouby. Nejvyšší rychlost je 20 uzlů. Dosah je 1900 námořních mil při rychlosti 11 uzlů.
V 70. letech byl zahájen modernizační program, kterým však kvůli úsporným opatřením prošlo pouze 16 plavidel. Modernizovaná plavidla dostala dva diesely Detroit 16V149 o celkovém výkonu 2470 bhp, s nimiž rychlost plavidel stoupla na 24 uzlů.